# Марк Нумий Туск
Вижте пояснителната страница за други личности с името Марк Нумий Туск.
Марк Нумий Туск (на латински: Marcus Nummius Tuscus) е политик и сенатор на Римската империя през 3 век.

## Биография
Произлиза от фамилията Нумии от Беневенто и е вероятно син на Марк Нумий Сенецио Албин (консул 227 г.) и брат на Марк Нумий Сенецио Албин (консул 263 г.).
През 258 г. той е консул заедно с Мумий Бас.
Баща е на Марк Нумий Туск (консул 295 г.). 